# 李尊贤
李尊贤（1943年12月—2020年10月18日），男，陕西潼关人，中华人民共和国数学家、政治人物，陕西师范大学教授，曾任西安市人大常委会副主任，第八、九、十届全国政协委员。